# Koupaliště v Divoké Šárce
Koupaliště v Divoké Šárce, nazývané také Šárecké koupaliště či podle původních vlastníků koupaliště U Veselíků, je populární a klidná přírodní plovárna v údolí Divoké Šárky (Šárecké údolí) v přírodním parku Šárka-Lysolaje v Praze 6-Liboci. Koupaliště se nachází ve skalním kaňonu Šáreckého potoka (levostranný přítok řeky Vltavy). V areálu koupaliště se nacházejí dva bazény pro plavce, dětské brouzdaliště, menší tobogán, dětské hřiště, trampolína a dětský hrad, uzamykatelné kabiny a stánky s občerstvením. Také je možno využít půjčovny sportovního nářadí a hřiště na míčové hry. Voda je chladná, obvykle jen s minimem chlóru či bez chlóru a často se mění, protože pochází z blízkého přírodního pramene. Z plovárny je výhled na skály Divoké Šárky. Ke koupališti vedou turistické značky a cyklostezka. Automobilem se nelze ke koupališti dostat. Koupaliště má kapacitu 700 lidí. Vstup je zpoplatněn. V areálu platí zákaz vstupu se zvířaty.

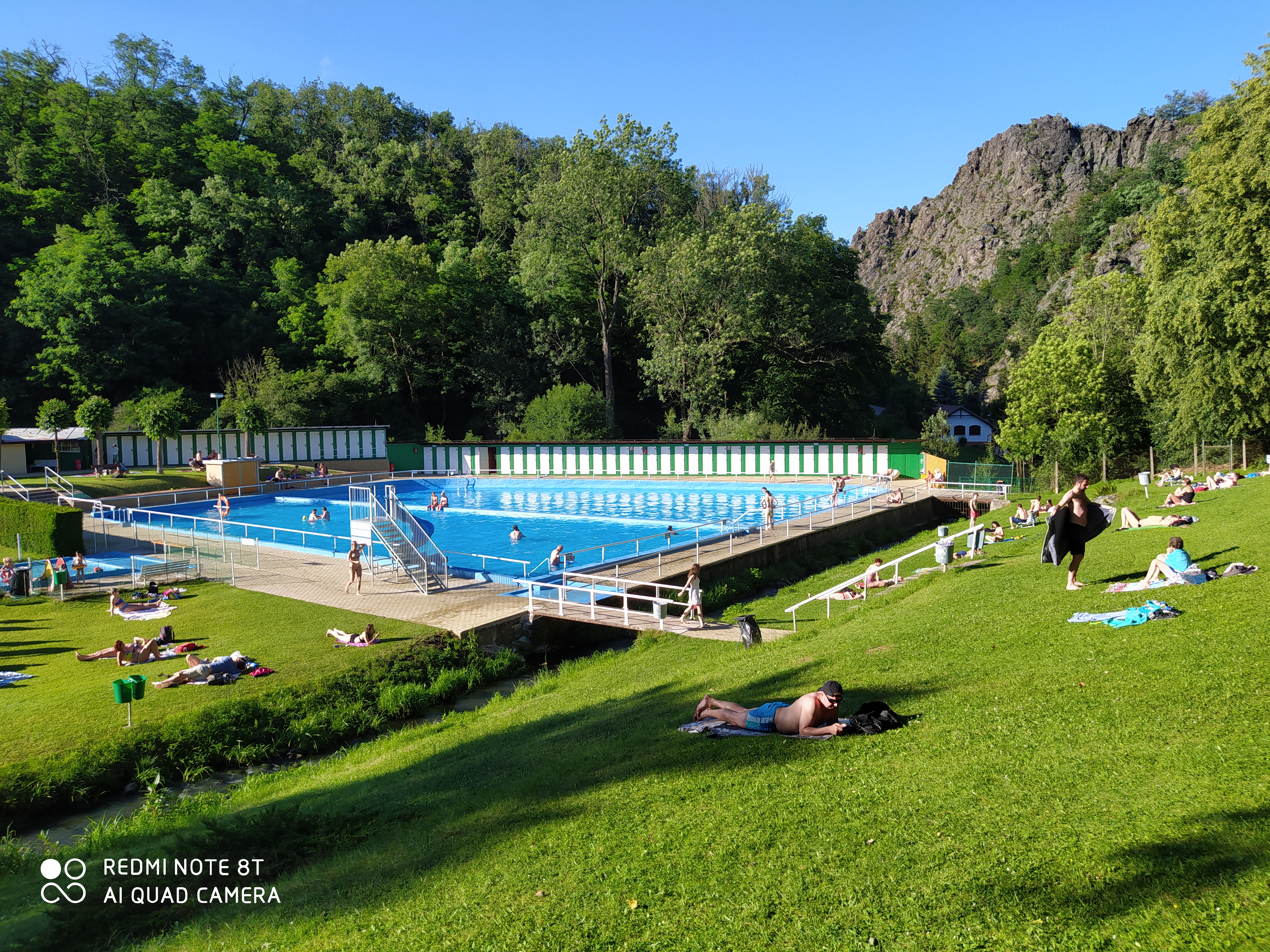
Koupaliště v Divoké Šárce

## Historie
Koupaliště bylo postaveno na místě původního rybníka ve 30. letech 20. století. Od té doby ho provozuje rodina Veselíků, která se snaží zachovat jeho prvorepublikovou atmosféru. V období socialismu byla plovárna znárodněna, avšak rodina Veselíků plovárnu spravovala.

### Reference

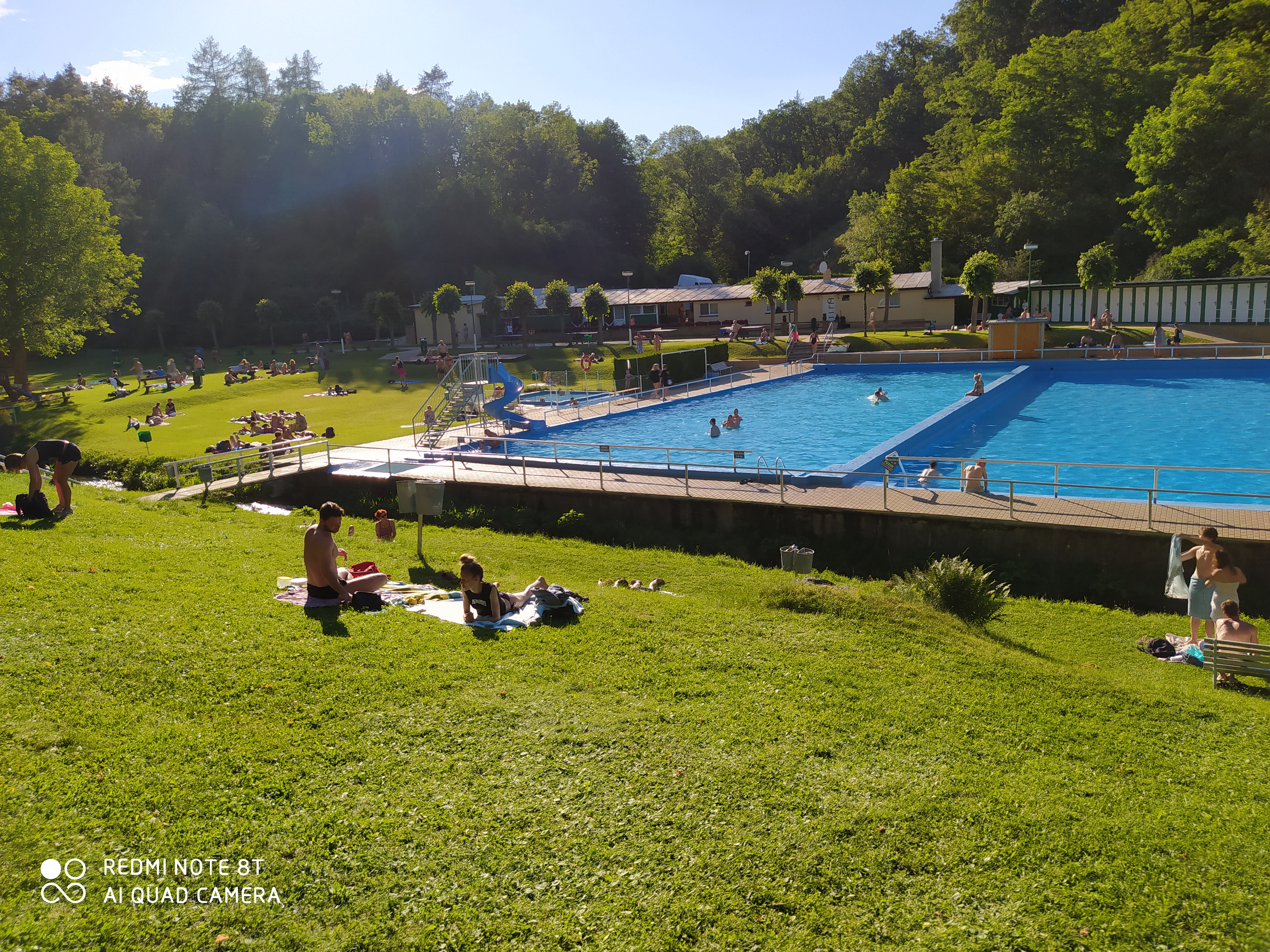
Koupaliště v Divoké Šárce